# Eudistoma ovatum
Eudistoma ovatum är en sjöpungsart som först beskrevs av William Abbott Herdman 1886.  Eudistoma ovatum ingår i släktet Eudistoma och familjen Polycitoridae. Inga underarter finns listade i Catalogue of Life.